# Margarida del Regne Unit (princesa hereva de Suècia)
Margarida del Regne Unit, princesa hereva de Suècia (Londres 1882 - Estocolm 1920). Princesa del Regne Unit amb el tractament d'altesa reial nascuda en el si de la branca dels ducs de Connaught i que contragué matrimoni en el marc de la Casa Reial de Suècia.
Nascuda el dia 15 de gener de l'any 1882 a Londres era la filla primogènita del príncep Artur del Regne Unit i de la princesa Lluïsa Margarida de Prússia. La princesa era neta per via paterna del príncep Albert de Saxònia-Coburg Gotha i de la reina Victòria I del Regne Unit; i per via materna, del príncep Frederic Carles de Prússia i de la princesa Maria Anna d'Anhalt.
El dia 11 de març de 182 fou batejada a la capella privada del Castell de Windsor essent els seus padrins el kàiser Guillem I de Prússia, la duquessa Augusta de Saxònia-Weimar-Eisenach, la princesa Victòria del Regne Unit, el príncep Frederic Carles de Prússia, la princesa Maria Anna d'Anhalt i el Príncep de Gal·les.
El 15 de juny de 1905 es casà amb el príncep hereu de Suècia, que anys després esdevindria el rei Gustau VI Adolf de Suècia, fill del rei Gustau V de Suècia i de la princesa Victòria de Baden.
L'any 1907 esdevindrien prínceps hereus al morir el rei Òscar II de Suècia avi del príncep. La parella s'establí a Suècia i tingué sis fills:
- SAR el príncep Gustau Adolf de Suècia, príncep hereu de Suècia, nat a Estocolm el 1906 i mort en accident aeri l'any 1947. Es casà amb la princesa d'origen britànic Sibil·la de Saxònia-Coburg Gotha.

- SAR el príncep Sigvar de Suècia, nascut a Estocolm el 1907 i mort l'any 2002. Es casà amb Erica Patzek.

- SAR la princesa Íngrid de Suècia, nascuda a Estocolm l'any 1910 i morta a Copenhaguen el 2002. Es casà amb el futur rei Frederic IX de Dinamarca.

- SAR el príncep Bèrtil de Suècia, nascut a Estocolm el 1912 i mort l'any 1997. Es casà amb Liliana Davies.

- SAR el príncep Carles Joan de Suècia nascut a Estocolm el 1916. Es casà amb Gunil·la Wachtmeister.

Durant la Primera Guerra Mundial, la princesa Margarida des de la neutral Suècia esdevingué el cap de pont d'un complex sistema de correu que permetia mantenir el contacte entre la Casa Reial britànica i la de Rússia amb les cases reials d'Alemanya.
El dia 1 de maig de l'any 1920 morí sobtadament a Estocolm a causa d'una infecció. L'any 1923 el seu marit es casà amb lady Lluïsa Mountbatten, filla de la princesa Victòria de Hessen-Darmstadt, cosina de Margarida.